# Lemoa
Lemoa (spanska: Lemona) är en kommun i provinsen Biscaya i den autonoma regionen Baskien i norra Spanien. Kommunen ligger vid floderna Arratia och Ibaizábals sammanflöde, cirka 14 kilometer sydost om Bilbao. Kommunen har 3 586 invånare (2024), på en yta av 15,42 km².
Ortens fotbollsklubb, SD Lemona, avvecklades år 2012 efter finansiella problem.